# Friedrich Schlotterbeck

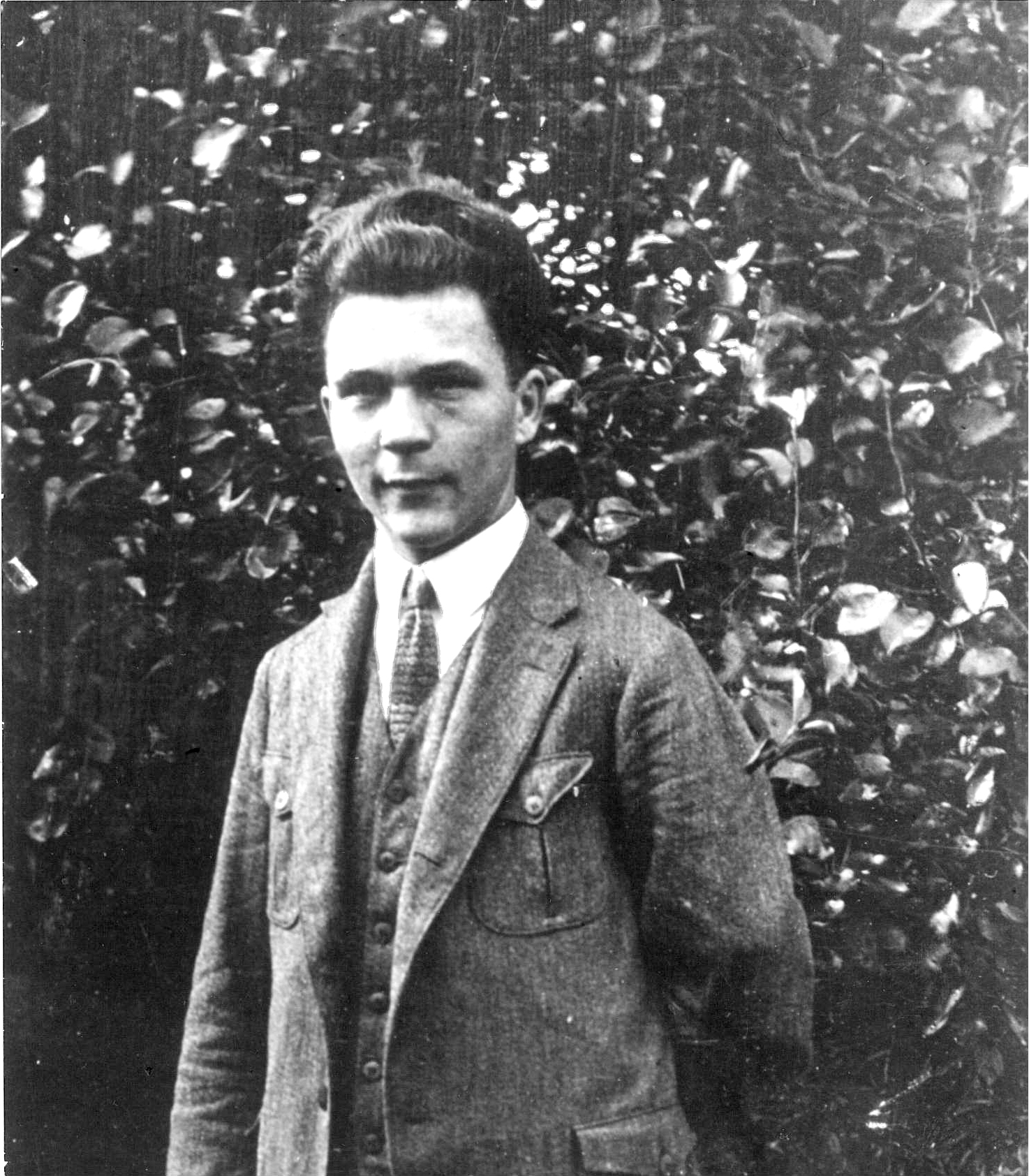
Friedrich Schlotterbeck ca. 1930

Albert Friedrich (genannt Frieder) Schlotterbeck (* 6. Januar 1909 in Reutlingen; † 7. April 1979 in Berlin-Buch) war ein deutscher Widerstandskämpfer gegen den Nationalsozialismus und Schriftsteller.

## Leben
Frieder Schlotterbeck war der Sohn des Metallarbeiters Gotthilf Schlotterbeck und dessen Frau Maria; seine Geschwister waren die Widerstandskämpfer Gertrud Lutz (1910–1944) und Hermann Schlotterbeck (1919–1945). Er wuchs in Stuttgart-Luginsland auf. Er lernte Tischler und wurde nach der Ausbildung arbeitslos. Seit 1923 war er Mitglied des Kommunistischen Jugendverbands Deutschlands (KJVD). 1928 trat er in die KPD ein. 1929/30 besuchte er die KJ-Schule in Moskau und Puschkino. August 1932 bis Juli 1933 war er in verschiedenen Funktionen der KJI in Schweden und Dänemark tätig. Nach einem Besuch zur Berichterstattung in Moskau kehrte er im Juli 1933 nach Deutschland zurück und wurde als Jugend-Bezirksleiter in Sachsen eingesetzt. Am 1. Dezember 1933 wurde er in Chemnitz festgenommen und 5. Oktober 1934 zu drei Jahren Zuchthaus verurteilt. Zunächst kam er in das Zuchthaus Justizvollzugsanstalt Waldheim, in dem viele Personen aus politischen Gründen ab 1933 inhaftiert wurden. Dort lernte er Helmut Holtzhauer kennen, mit dem ihn eine lebenslange Freundschaft verband. Nach seiner Entlassung aus dem Zuchthaus wurde er am 5. Mai 1937 in „Schutzhaft“ genommen, die er im Schutzhaftlager Welzheim verbrachte.
Mit seiner am 28. August 1943 erfolgten Entlassung aus dem KZ Welzheim verband die Gestapo das Ziel, ihn als Lockspitzel zur Aufspürung staatsfeindlicher Aktivitäten zu verwenden. Schlotterbeck gelang es nach Aussage des ihn „betreuenden“ Kommissars Junginger, die Gestapo an der Nase herumzuführen. Nach dem überraschenden Auftauchen des Fallschirmagenten Eugen Nesper arbeitete Schlotterbeck mit seiner ganzen Familie und seiner Braut Else Himmelheber im Stadtteil Luginsland in Stuttgart-Untertürkheim aktiv gegen das Nazi-Regime. Im Juni 1944 wollten Else Himmelheber und Friedrich Schlotterbeck heiraten. Eine Woche vor dem geplanten Termin kam heraus, dass Nesper als Spitzel für die Gestapo arbeitete und die Gruppe an diese verraten hatte. Der engere Kreis der Gruppe (Hermann Schlotterbeck, Eugen Nesper, Else Himmelheber, Karl Stäbler und Friedrich Schlotterbeck) beschlossen, auf getrennten Wegen in die Schweiz zu entkommen. Schlotterbeck gelang als einzigem die Flucht; am 4. Juni 1944 überquerte er die Grenze in der Gegend von Weisweil/Klettgau.

Am 10. Juni 1944 wurden seine Eltern Maria und Gotthilf Schlotterbeck sowie ihre Tochter Gertrud Lutz verhaftet. In den folgenden Tagen nahm die Gestapo alle Personen in Haft, die in Kontakt mit Eugen Nesper gestanden hatten, wie Emil Gärttner (ein Arbeitskollege von Hermann Schlotterbeck), Erich Heinser, Sophie Klenk, Hermann Schlotterbeck und Emmy Seitz. Else Himmelheber wurde auf ihrer Flucht in einem Zug auf dem Weg Richtung Alpen gestellt. Theodor Seitz, der Mann von Emmy Seitz, wurde als Soldat vor ein Kriegsgericht gestellt und zum Tode verurteilt. In der Stuttgarter Gestapozentrale Hotel Silber wurden die Inhaftierten monatelang verhört und wahrscheinlich auch gefoltert, ohne dass sie Angaben über ihre Verbindungen und ihre Untergrundtätigkeit machten. Am 27. November 1944 wurden sie von Stuttgart nach Dachau transportiert und dort ohne Gerichtsverhandlung auf Anordnung des Reichssicherheitshauptamtes am 30. November 1944 erschossen. 

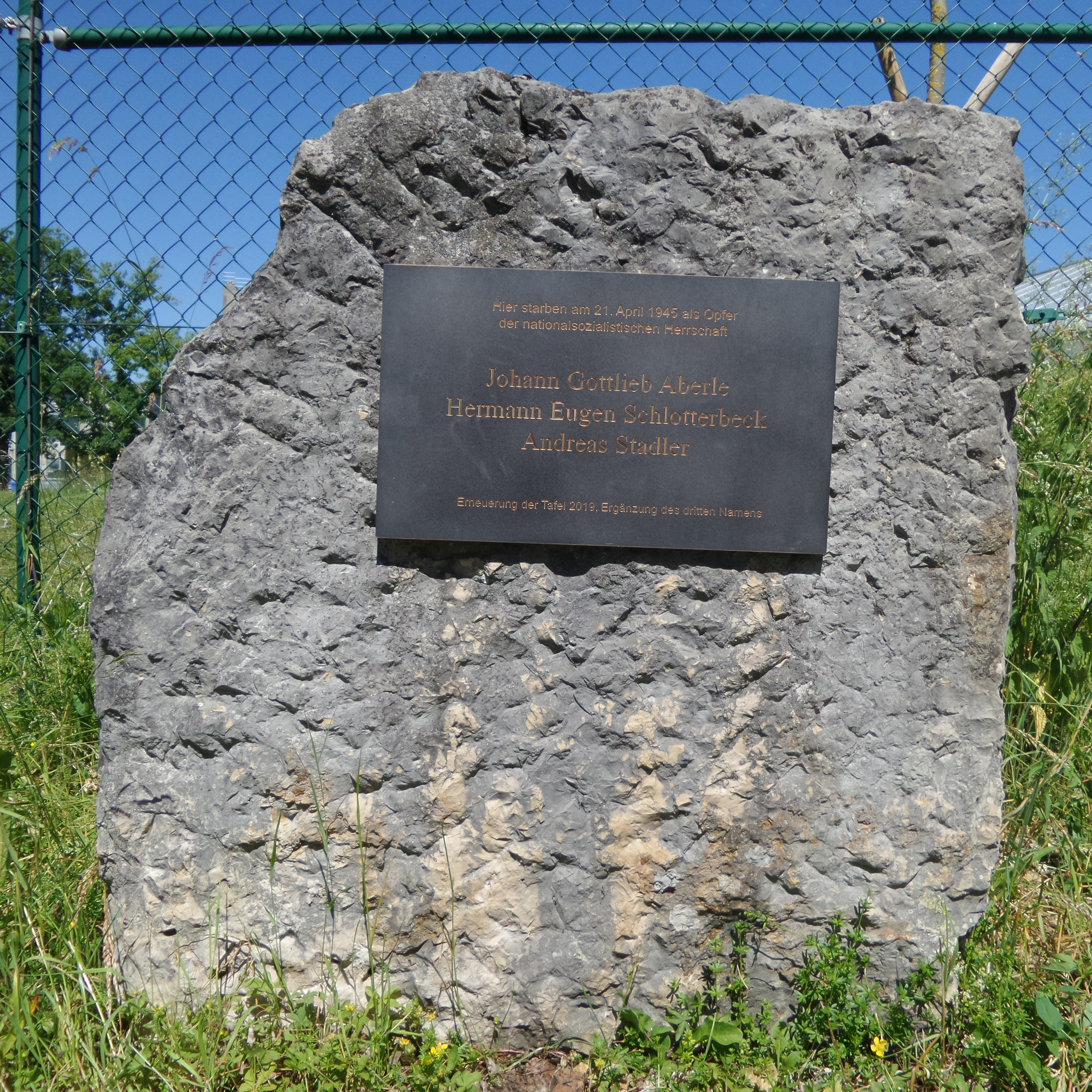
Gedenkstein für Hermann Schlotterbeck, Gottlieb Aberle und Andreas Stadler am Klärwerk Riedlingen

Friedrichs Bruder Hermann Schlotterbeck wurde, nachdem er wochenlang untergetaucht war, am 16. September 1944 von einem Spitzel denunziert. Nach monatelanger Haft und Folter im KZ Welzheim (Gestapogefängnis) wurde er kurz vor Kriegsende von der SS im Zuge der Räumung des Lagers per LKW abtransportiert. Am 21. April 1945 wurde er in einem Wald bei Riedlingen auf Befehl des Leiters der offiziell bereits aufgelösten Staatspolizeileitstelle Stuttgart, Friedrich Mußgay, durch den SS- und Gestapo-Mann Albert Rentschler erschossen. Einzig Karl Stäbler, der bei seinem gescheiterten Fluchtversuch über die Schweizer Grenze einen Oberschenkeldurchschuss erlitt, gelang es, zurück nach Stuttgart zu fahren. Dort wurde er von Freunden bis zum Ende des Krieges in einem Gartenhaus versteckt.
Frieder Schlotterbeck hatte nach seiner geglückten Flucht in der Schweiz seine frühere Jugendfreundin Anna Leibbrand, geborene Wiedmann (1902–1972), getroffen. Diese hatte 1924 den KPD-Politiker Robert Leibbrand geheiratet, von dem sie einen Sohn hatte, und lebte in zweiter Ehe mit dem Schweizer Arzt Hans von Fischer. Fischer gründete 1937 die CSS – Centrale Sanitaire Suisse, eine Hilfsorganisation. Nach Kontaktaufnahme mit der Schweizer Parteiorganisation wurde Schlotterbeck wegen seiner „Vereinbarung mit der Gestapo“ aus der Partei ausgeschlossen. Er erhielt als eine Art „Erziehungsmaßnahme“ den Auftrag, seine Erlebnisse aufzuschreiben, und fasste seine Erinnerungen an die Zeit des Nationalsozialismus in dem Buch Je dunkler die Nacht, desto heller leuchten die Sterne zusammen, das 1945 erschien und den Verfasser schnell bekannt machte.
Im Juni 1945 kehrte Schlotterbeck nach Stuttgart zurück und erfuhr erst dort vom Schicksal seiner Familie und seiner Freunde. Er veröffentlichte darüber 1945 eine kurze Schilderung in der Broschüre …wegen Vorbereitung zum Hochverrat hingerichtet.
Kurz nach seiner Rückkehr wurde er Vorsitzender der Vereinigung der Verfolgten des Naziregimes (VVN) in Württemberg, engagierte sich als Präsident („Leiter“) des Deutschen Roten Kreuzes im damaligen Land Württemberg-Baden und war gleichzeitig Mitglied der KPD-Landesleitung. Kurz nach der Befreiung vom Nationalsozialismus gründete die Centrale Sanitaire Suisse (CSS) in Stuttgart mit Schlotterbeck und seinem Freund Robert Welsch die Süddeutsche Ärzte- und Sanitätshilfe (SÄS). Schlotterbeck requirierte Erholungsheime für ehemalige KZ-Insassen u. a. im Harpprechthaus bei Schopfloch (Lenningen); dabei wurde er maßgeblich von der CSS unterstützt.
Schlotterbeck nahm Wilfriede Lutz zu sich auf, die Tochter seiner Schwester Gertrud, die im Alter von zwei Jahren der Mutter bei der Verhaftung weggenommen worden war.
Gemeinsam mit seiner späteren Frau Anna von Fischer (gesch. Anna Leibbrand) übersiedelte er auf Initiative des damaligen Sächsischen Volksbildungsministers Helmut Holtzhauer im April 1948 in die Sowjetische Besatzungszone. In Stuttgart waren ihm zunehmend Schwierigkeiten aufgrund seiner kommunistischen Gesinnung gemacht worden. U. a. wurde ihm auf Druck der amerikanischen Militärverwaltung das Präsidentenamt des Roten Kreuzes entzogen, da er sich gegen eine Beteiligung an der Berliner Luftbrücke ausgesprochen hatte. Friedrich Schlotterbeck wurde Stadtrat für Volksbildung in Dresden. Dort kam er in Kontakt mit Künstlern wie Martin Hellberg, der seine geradlinige Art schätzte, woraus eine langjährige Freundschaft zwischen beiden entstand. Im Februar 1951 wurden Schlotterbeck und seine Frau nach einer Intervention der sächsischen Landesparteikontrollkommission der SED wegen „Spionageverdachts“ kurzfristig aus der Partei ausgeschlossen. Auch geriet das Paar ins Visier der Zentralen Parteikontrollkommission (ZPKK) und des gerade gegründeten Ministeriums für Staatssicherheit. Schlotterbeck wurde bezichtigt, ein V-Mann der Gestapo gewesen zu sein, zudem wurden ihm und seiner Frau Kontakte zu Noel Field und Herta Jurr-Tempi in der Schweiz vorgeworfen. Schlotterbeck verlor sein Amt als Stadtrat und ging Mitte April 1951 als Bergarbeiter zur SDAG Wismut ins Erzgebirge, wo er seine Loyalität gegenüber dem Staat durch hervorragende Arbeit in den berüchtigten Uranminen demonstrieren sollte, und die ZPKK ordnete die Einstampfung seines Buches Je dunkler die Nacht, desto heller die Sterne an.

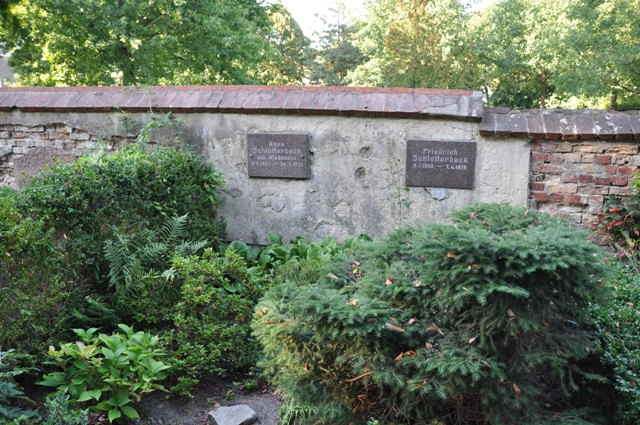
Grab von Anna und Friedrich Schlotterbeck

Am 15. Februar 1953 wurden er und seine Frau – sie hatten 1951 geheiratet – verhaftet und über ein Jahr im Volkshaus in Chemnitz gefangen gehalten, am 27. April 1954 wurde er vom 1. Strafsenat des Bezirksgericht Rostock wegen „Verbrechens gemäß Artikel 6 der DDR in Verbindung mit einem Vergehen gegen die Kontrollratsdirektive 38“ und wegen „verbrecherischer Beziehungen zu dem amerikanischen Agenten Noel H. Field“ zu sechs Jahren Zuchthaus verurteilt. Die Strafe wurde 1954 auf drei Jahre Haft reduziert. Beide wurden am 15. Februar 1956 nach genau drei Jahren Haft entlassen. Im Zuge der Entstalinisierung der DDR erfolgten eine „Rehabilitierung“ (Strafregistertilgung) und die Wiederaufnahme in die SED.
Friedrich und Anna Schlotterbeck lebten danach in Groß Glienicke (Bezirk Potsdam) und arbeiteten als Schriftsteller und Hörspielautoren. Gemeinsam schrieben sie u. a. Die Memoiren der Frau Viktoria (1962). Sie waren eng befreundet mit der Schriftstellerin Christa Wolf und deren Mann Gerhard. Zudem unterhielt er weiterhin freundschaftliche Beziehungen zu Renate und Helmut Holtzhauer, der inzwischen Generaldirektor der Nationalen Forschungs- und Gedenkstätten der klassischen deutschen Literatur in Weimar war.
Zu den bekanntesten Werken Schlotterbecks gehören Im Rosengarten von Sanssouci (1968), eine polemische Abrechnung mit der preußischen Geschichte. 1969 hielt Schlotterbeck eine Rede in seiner alten Heimat Untertürkheim anlässlich der 25. Totengedenkfeier zu Ehren der Widerstandsgruppe durch die IG Metall. Nach einem Herzinfarkt und anschließendem Aufenthalt in der Klinik für Schlaftherapie in Berlin-Buch starb Friedrich Schlotterbeck am 7. April 1979 in Groß Glienicke. Er wurde auf dem dortigen Friedhof beigesetzt. Die Grabrede hielt Christa Wolf.

## Werke
- Friedrich Schlotterbeck: …wegen Vorbereitung zum Hochverrat hingerichtet. Europa, Stuttgart-Degerloch 1945. PDF, [ 	http://purl.flvc.org/fau/fd/FA00002570 PDF].
- Friedrich Schlotterbeck: Je dunkler die Nacht, desto heller die Sterne. Europa, Zürich 1945; Walter, Stuttgart 1986, ISBN 3-925440-10-0.
- Friedrich Schlotterbeck: Je dunkler die Nacht … Erinnerungen eines deutschen Arbeiters 1933—1945. Schmetterling Verlag, Stuttgart 2019, ISBN 3-89657-172-9.
- Anna Josephine Fischer: Hinter den sieben Bergen. Büchergilde Gutenberg, Zürich 1945.
- Anna Schlotterbeck: Die verbotene Hoffnung. Aus dem Leben einer Kommunistin. Facta Oblita, Hamburg 1990, ISBN 3-926827-31-9.

## Hörspiele
- 1958: Mit Anna Schlotterbeck: S.M.S. Prinzregent Luitpold – Regie: Theodor Popp (Rundfunk der DDR)
- 1959: Mit Anna Schlotterbeck: Stürmische Tage – Regie: Helmut Hellstorff (Rundfunk der DDR)